# Клан Мак-Грегор

Нашоломник клану Мак-Грегор

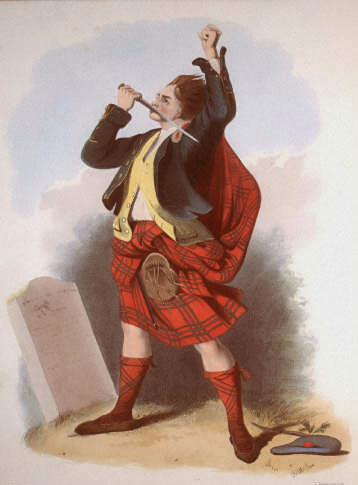
Чоловік з клану Мак-Грегор у традиційному вбранні. Малюнок художника Р. Р. МакЯна 1845 року.

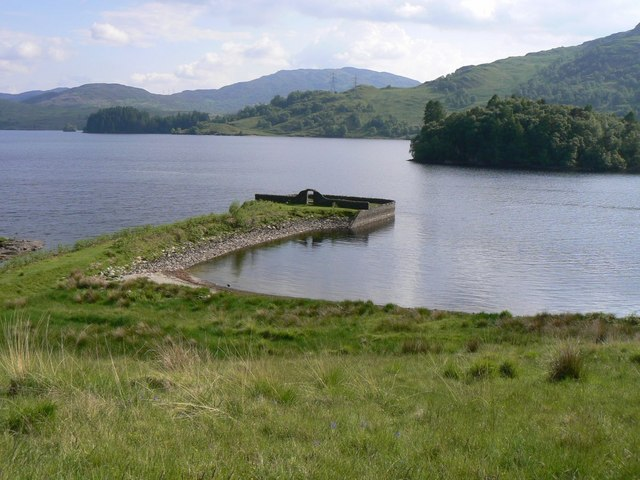
Давня гробниця клану Мак-Грегор.

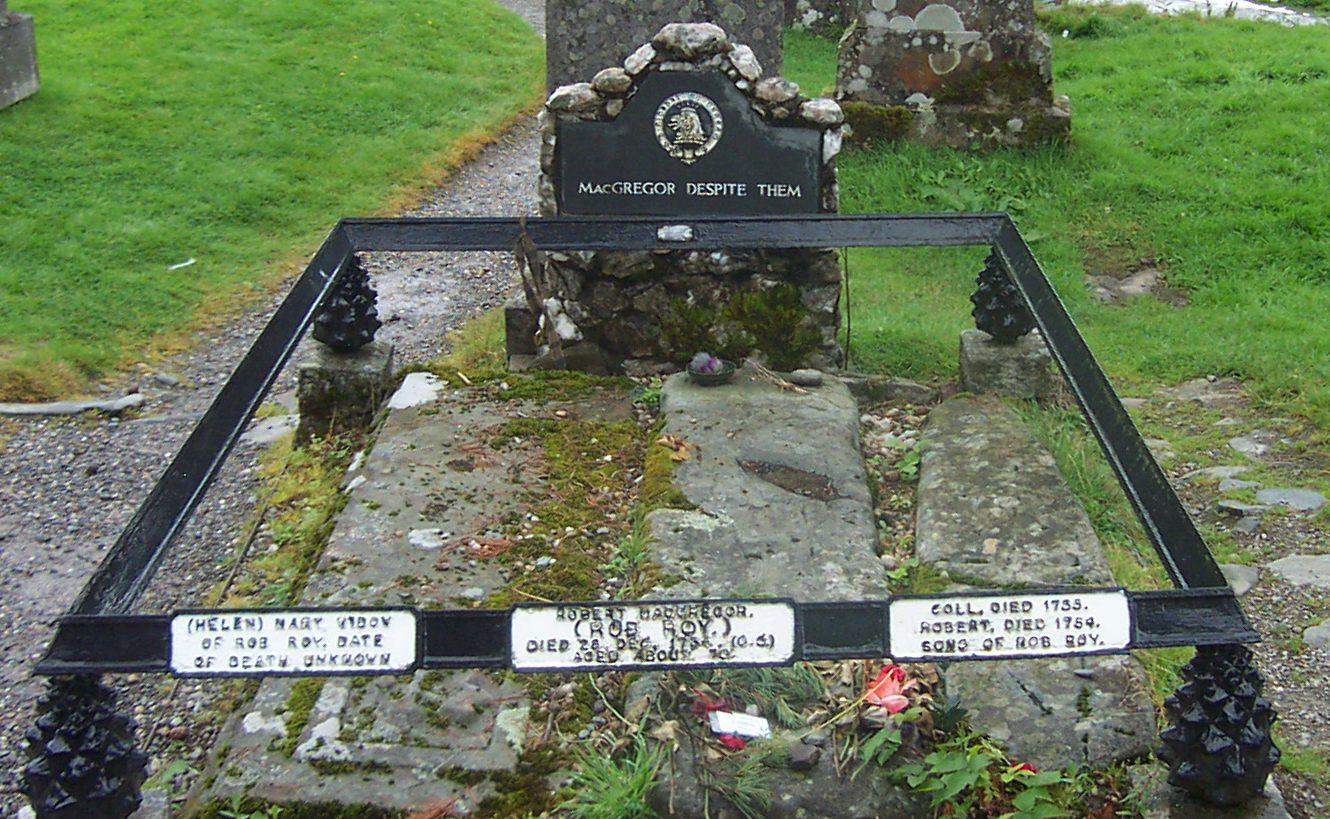
Могила Роб Роя Мак-Грегора.

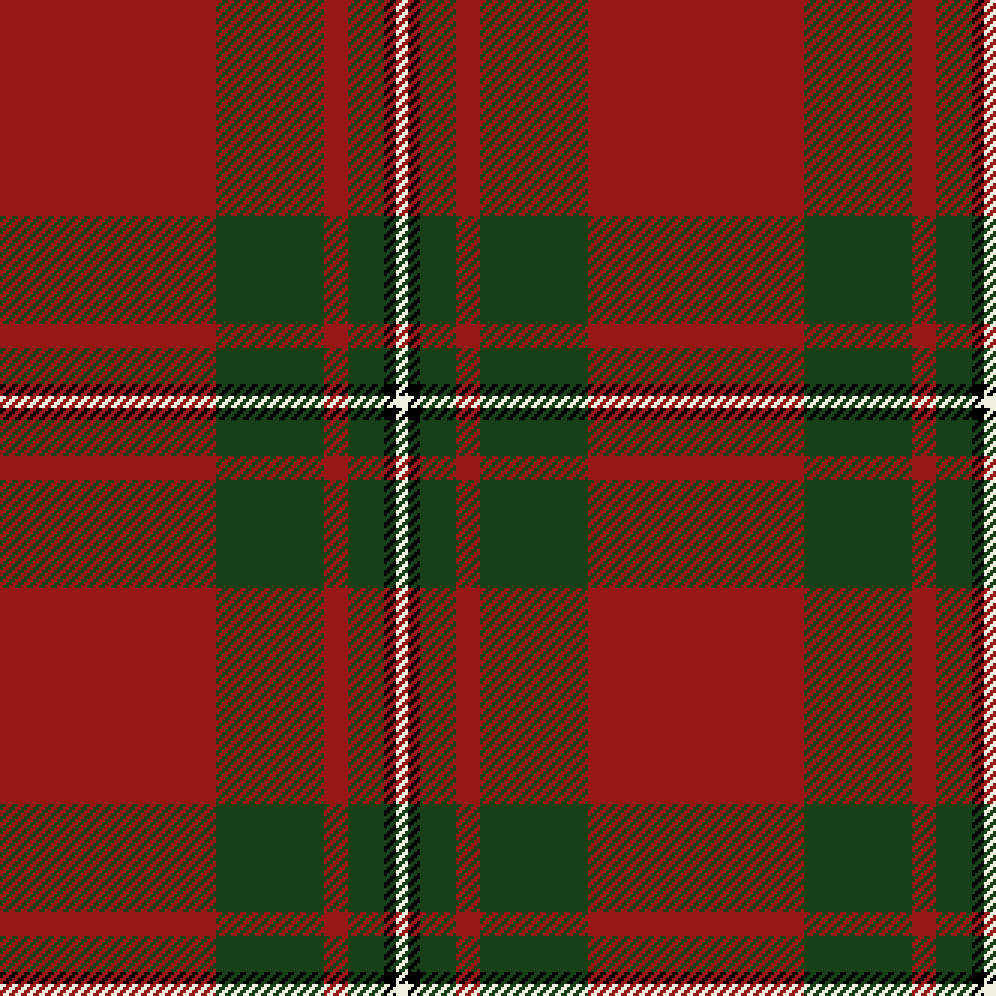
Один з варіантів тартану клану Мак-Грегор — «Червоно-зелений тартан Мак-Грегор».

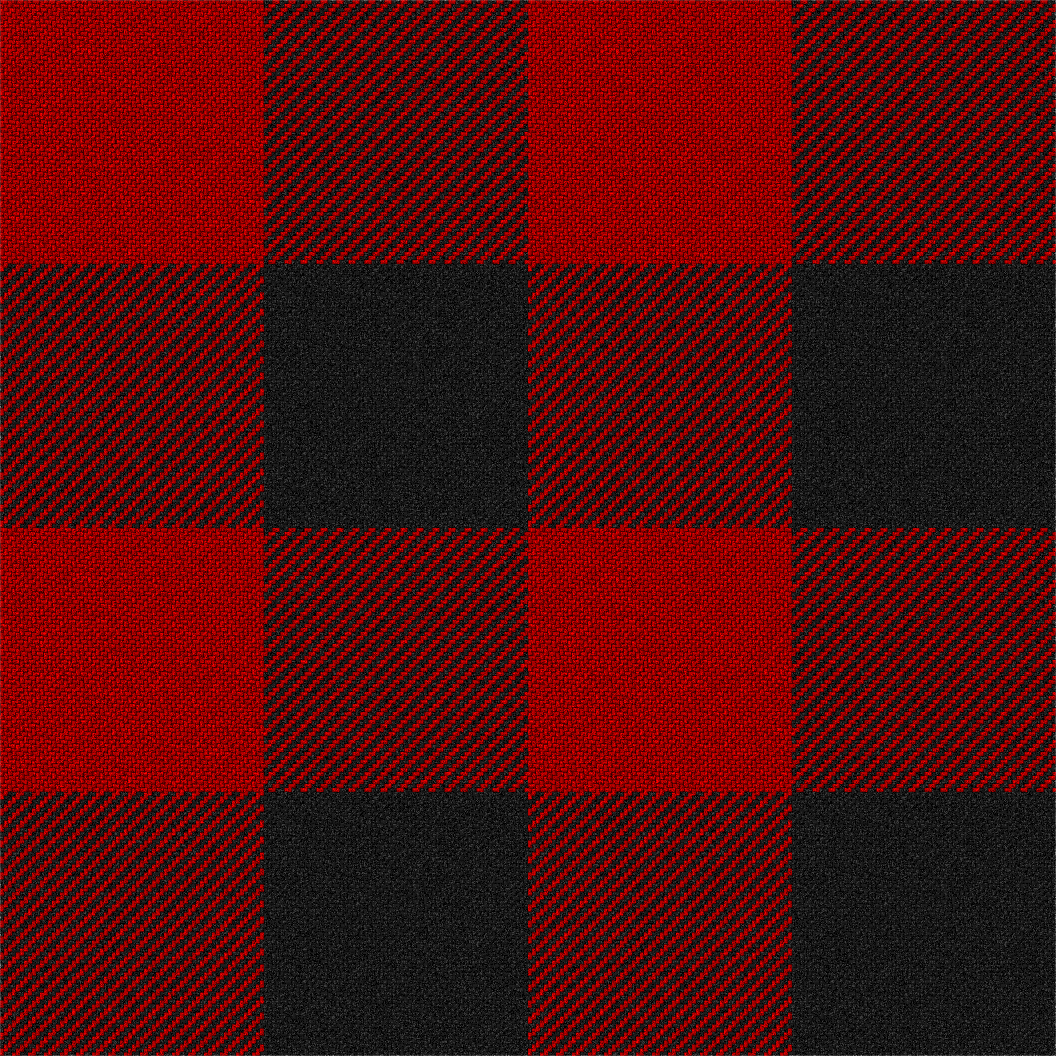
Один з варіантів тартану клану Мак-Грегор — «Червоно-чорний тартан Мак-Грегор».

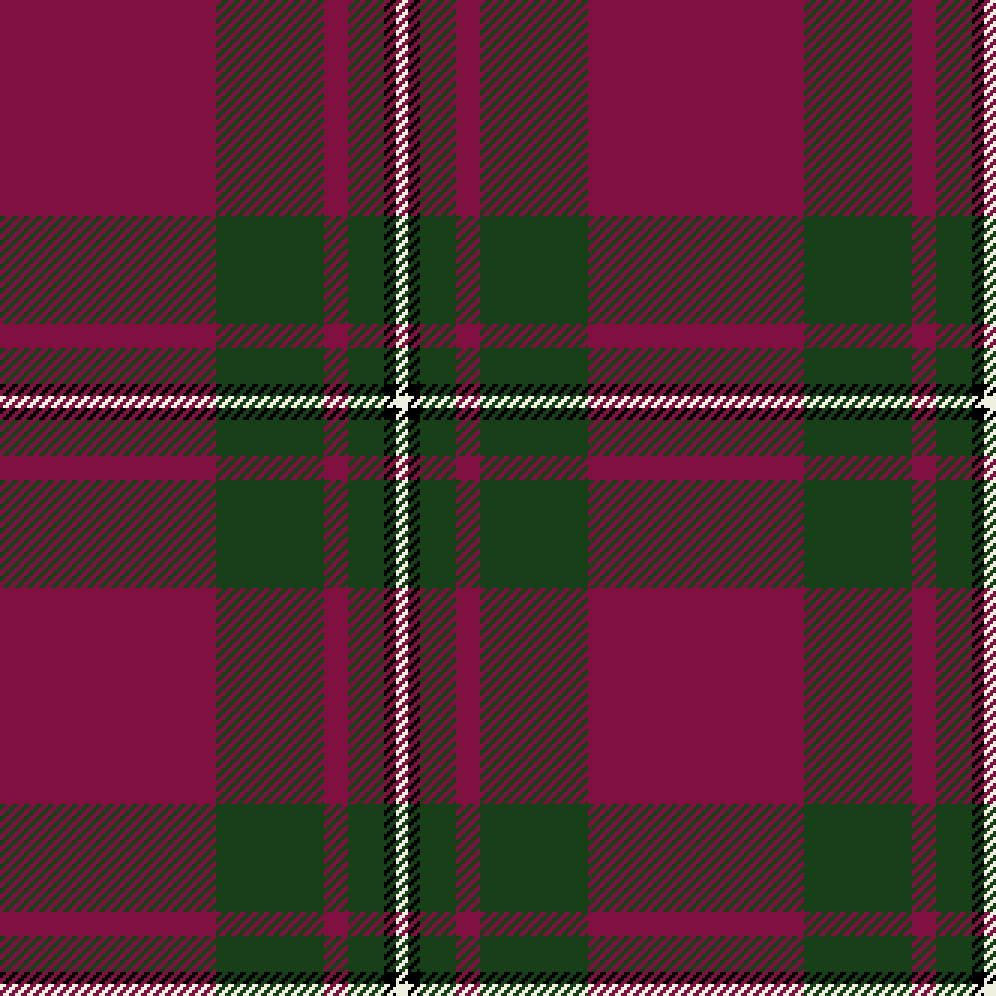
Один з варіантів тартану клану Мак-Грегор — «Мак-Грегор Гардні».

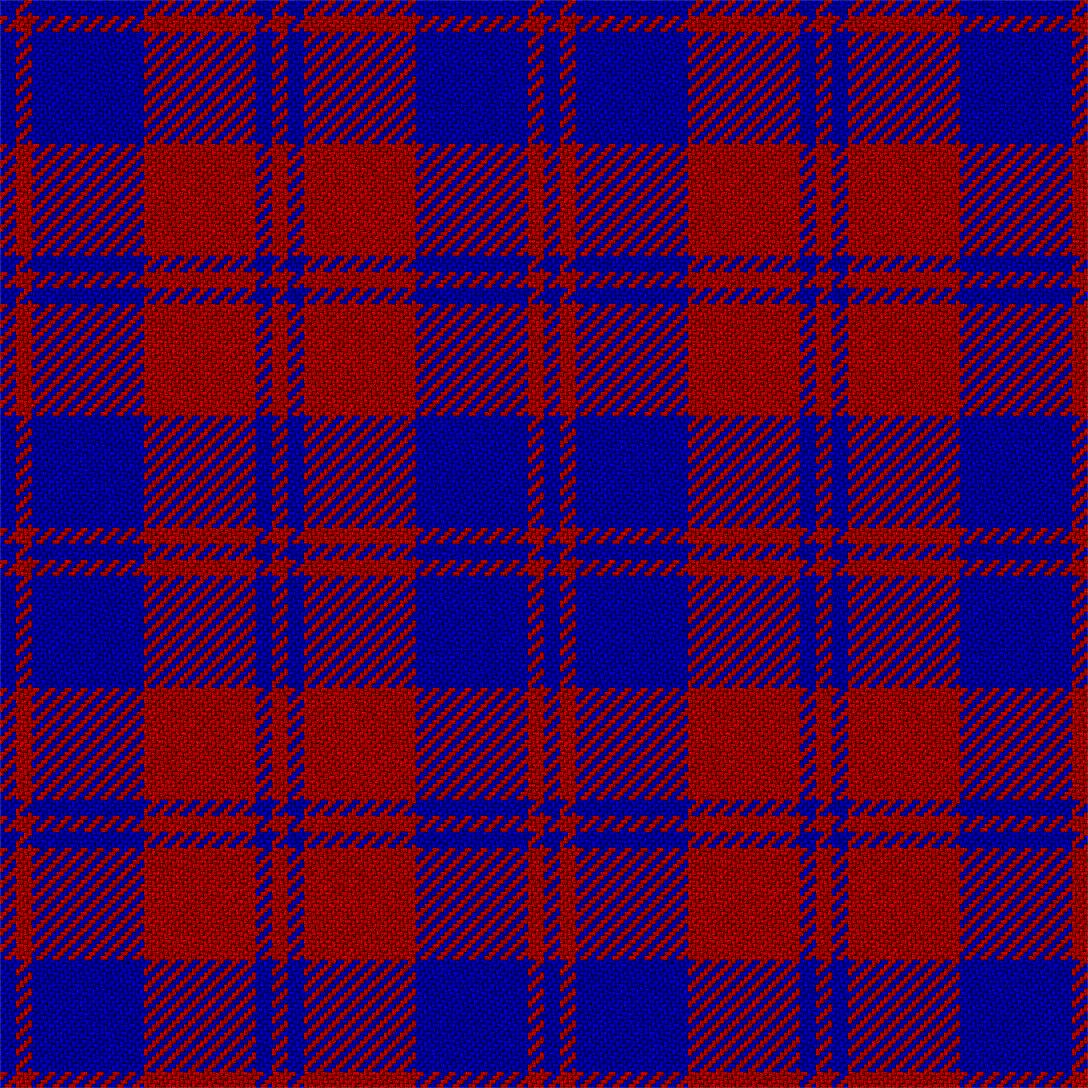
Один з варіантів тартану клану Мак-Грегор — «Мак-Грегор Глендгіл».

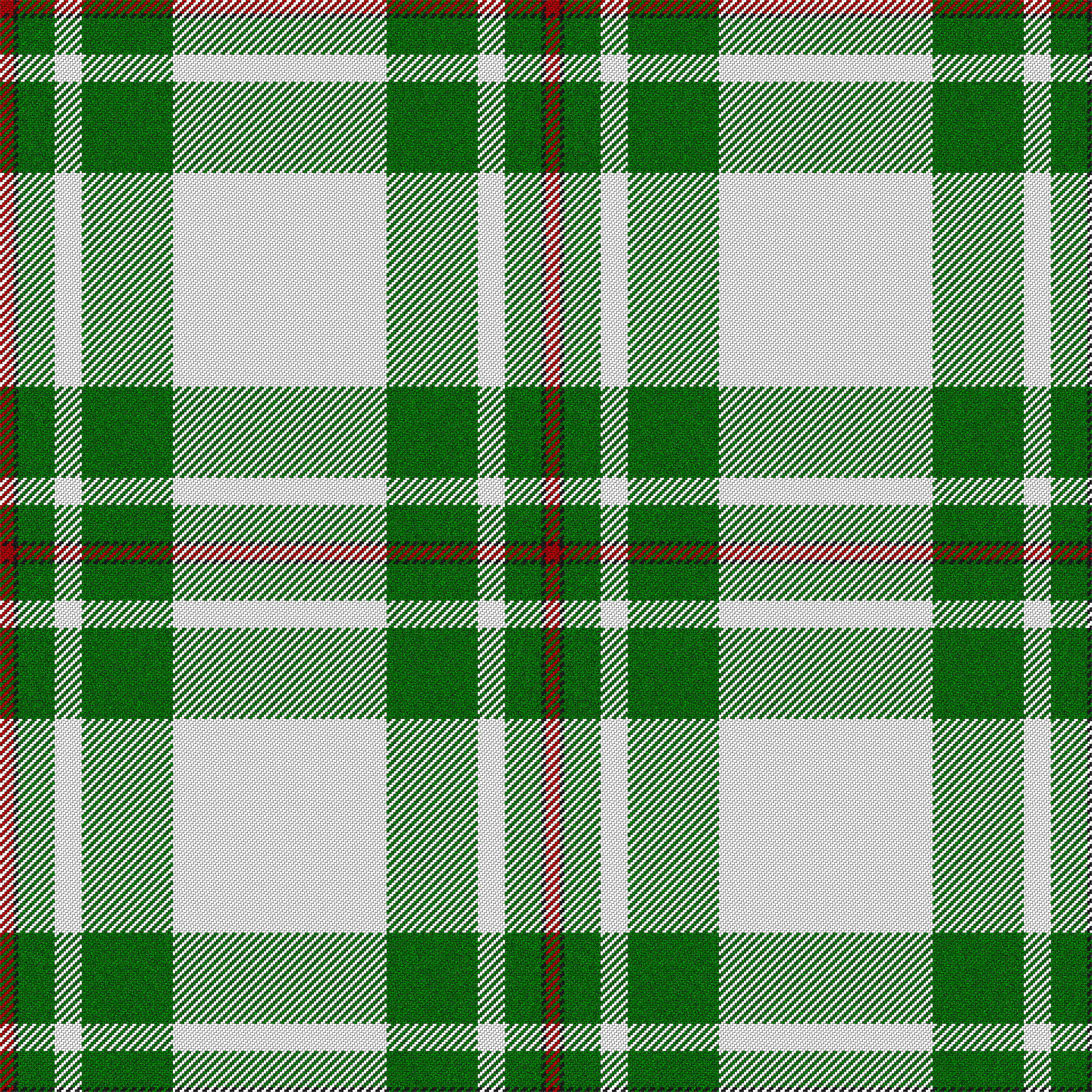
Один з варіантів тартану клану Мак-Грегор — «Мак-Грегор Зелений».

Мак-Гре́гор, іноді також МакГре́гор або Макгре́гор (англ. MacGregor, шотл. гел. MacGrioghair, Clann Ghriogair, na Griogalaich) — він же: МакГріогайр, МакГрегорі — один із кланів гірської частини Шотландії. Мак-Грегори володіли землями у Гленстре, Гленлохі й Гленорхі.
- Гасло клану: шотл. гел. 'S rioghal mo dhream — «Королівське моє походження»
- Військова пісня клану: шотл. гел. Àrd-Choille — Ард Хойлле — Лісова вершина
- Землі клану: Аргайл, Пертшир
- Символ клану: гілка сосни шотландської (лат. Pinus sylvestris)
- Музика клану: шотл. гел. Ruaig Ghlinne Freoine — Руайг Глінне Фреойне
- Вождь клану: Сер Малькольм Мак-Грегор — VII баронет Ланріка і Балхіддера, Ан т-Альпенех Мор (шотл. гел. An t-Ailpeineach Mòr)
- Резиденція вождя клану: Ірвін-хаус
- Союзні клани: Грант, Тейлор
- Ворожі клани: Кемпбелл, МакЛарен, Колкагун, Драммонд

### Історія клану

#### Походження клану
Клан Мак-Грегор походить із земель Орхі, Гленлохі, Гленстре.
Вважається, що клан чисто кельтського (гельського) походження, що він походить від королівського роду королів Дал Ріада, які в свою чергу мають ірландське походження — з династій давніх ірландських королів. З Яном Монкрефі, клан Мак-Грегор походить від давнього кельтського королівського роду через абатів Глендохарт. Це згадується в девізі клану: «Королівське моє походження». 
Люди клану Мак-Грегор вважають своїм родоначальником принца Грегора МакАльпіна, сина короля Кеннета I — що відображено у девізі клану, — однак, можливо, це просто легенда. Але історик Вільям Форбс Скене підтримував цю думку. Інші історики схильні вважати, що пращуром Мак-Грегорів був Гріогар (Griogair), син Дангала, співправителя королівства Альба у період між 879 і 889 роками. Першим вождем клану, чиє існування підтверджують історичні джерела, був Гріогар Золоті Шпори (Griogair of the Golden Bridles). Близько 1390 року йому спадкував син, Ян Одноокий (Eoin Camm).

#### X—XV століття
Мак-Грегори були вкрай войовничими, й захопили багато земель силою зброї. Тривалий час їм вдавалось зберігати «статус кво». Однак доля відвернулась від Мак-Грегорів, коли король Роберт I Брюс передав значну частину їхніх земель клану Кемпбелл, що підробив документи на право власності. Клан втратив баронство Лох Ейв. Кемпбелли збудували замок Кілхурн на їхніх землях і поступово витісняли Мак-Грегорів з їхніх земель. Мак-Грегори довго й безуспішно боролись із Кемпбеллами, й урешті-решт втратили більшість земельних володінь. 

#### XVI століття — війни кланів
У 1519 році помер Ян Гленстре (шотл. гел. Iain of Glenstrae) не лишивши нащадків. Він був другим відомим чоловіком клану Мак-Грегор, хто отримав прізвисько «Чорний». Еайн Мак-Грегор уклав спілку з одвічним ворогом — з кланом Кемпбелл і одружився з дочкою сера Коліна Кембелла Гленрочі. У 1547 році син Еайна — Алістер воював проти англійців і брав участь у битві під Пінкі Клеу, але помер незабаром після битви. Потім Колін Кемпбелл відмовився визнати юридичний позов клану Мак-Грегор, що його подав Грегор Рой Мак-Грегор щодо земель в них незаконно відібраних і між кланами Мак-Грегор та кланом Кемпбелл почалась війна. Грегор Рой Мак-Грегор був у 1570 році захоплений і вбитий Кемпбеллами. Вождем клану став його син Алістер. Але він не зміг зупинити переслідування людей із клану Мак-Грегор людьми клану Кемпбелл. Ці переслідувані ввійшли в історію як «Діти Туману».
Королівський лісничий Джон Драммонд з клану Драммонд був вбитий після того як він повісив кількох людей з клану Мак-Грегор за браконьєрство. Вождь клану Мак-Грегор взяв на себе відповідальність за вбивство Джона Драммонда і був за це засуджений Таємною Радою. 

#### XVII століття
У 1603 році клан Мак-Грегор здійснив набіг на землі клану Колкагун. У поході брало участь більше 400 Мак-Грегорів. Король дав дозвіл клану Колкагун придушити свавлля Мак-Грегорів. Клан Колкагун зібрав більше 500 піших воїнів та більше 300 вершників і виступив проти клану Мак-Грегор. Загони зійшлися під Глен Фруїн. Мак-Грегори розділили своє військо на дві частини і атакували клан Колкагун з фронту і з тилу. Військо клану Колкагун було загнане в ущелину Мосс Аухінкайг, де кіннота була неефективна. Мак-Грегори перебили більше 300 воїнів клану Колкагун. Наприкінці XVIII століття вожді кланів Мак-Грегор та Колкагун зустрілися на цьому самому місці, де відбулась кровопролитна битва і потиснули один одному руки в знак примирення. 
Після битви під Глен Фруїн, у 1603 році король Яків VI (Джеймс VI Шотландський) своїм указом де-юре ліквідував клан і вигнав Мак-Грегорів з країни, оголосив клан Мак-Грегор поза законом, їм не можна було йменуватись цим іменем під страхом смерті. У 1604 році 11 людей з клану Мак-Грегор були повішені в Едінбурзі. Сама назва Мак-Грегор була заборонена. Але члени клану взяли імена інших родин — Мюррей, Грант та ін., з якими мали родинні зв'язки, чи співробітничали, і так зберегли життя клану. Оголошені поза законом, позбавлені землі й засобів до існування, Мак-Грегори займались викраденням худоби, розбійництвом, збиранням «чорної данини» та браконьєрством. 

#### XVIII століття
З роду Мак-Грегорів походить знаменитий розбійник XVIII століття Роб Рой — «Рудий Роберт». Роб Рой народився 1671 року і завдавав величезних клопотів британському уряду аж до своєї смерті в 1734 році. У 1715 році Роб Рой примкнув до повстання якобітів, які боролися за свободу Шотландії. Під час одного з рейдів Роб Роя місто Думбартон в паніці здалося йому. 
Під час повстання 1745 року Мак-Грегори боролися в лавах якобітів під проводом герцога Дюка Пертського, брали участь в битві під Престонпан. Клан Мак-Грегор брав участь в битві під Літлферрі у 1746 році і зазнав великих втрат. Тому він не брав участь у битві під Куллоден. 
Клан офіційно реабілітовано лише 1774 року, хоча фактично переслідування припинились вже з другої половини XVIII століття.

#### XIX століття
Клану необхідно було відновити інститут вождів клану. 826 людей з клану Мак-Грегор підписались під петицією про визнання генерала Джона Мюррея Ланріка вождем клану Мак-Грегор. Предком Джона Мюррея Ланріка був Дункан Мак-Грегор Ардхойлл, що помер у 1552 році. Син Джона Мюррея Ланріка — сер Еван відіграв важливу роль у візиті короля Георга IV до Шотландії в 1822 році.

## Вожді клану
- Гріогар Золоті шпори (бл. 1300—1360)
- Ян Одноокий, син Гріогара (бл. 1325—1390)
- Єн Дуф (Eoin Dubh), син Єна Одноокого (близько 1350—1415)
- Малкольм Кульгавий (Gille-coluim), син Єна Дуфа (бл. 1375—1440)
- Падрейг, син Малкольма Кульгавого (бл. 1405—1461)
- Єн Дуф, син Падрейга (бл. 1440—1519)
- Єн Макеохан, прапрапрапраправнук Яна Одноокого (1480—1528)
- Алістер Рой з Гленстре (Alasdair ruadh of Glenstrae), син Єна Макеохана (1515—1547)
- Єн Рой, син Алістера Роя (1540—1550)
- Гріогар Рой із Гленстре на прізвисько Стріла Глен-Лайона, брат Єна Роя (1541—1571)
- Алістер Рой із Гленстре, племінник Алістера Роя і син Гріогара Роя (1569 — страчений у 1604)
- Грегор, також відомий під ім'ям Джон Мюррей, племінник Алістера Роя (1599—1639)
- Патрік Рой, брат Грегора (бл. 1600—1650)
- Джеймс, син Патріка Роя (? — 1670-ті)
- Грегор, син Малкольма (? — 1680-ті)
- Арчібальд з Кілманана, двоюрідний брат Грегора (? — 1704)
- Олександр Мак-Грегор або Драммонд з Балхалді (? — 1743), вождь з 1714 року
- Вільям Мак-Грегор Драммонд з Балхалді (? — 1765), вождь з 1743 року
- Олександр Мак-Грегор Драммонд з Балхалді (1758 — ?), вождь з 1765 року
- Сер Джон Мюррей (Мак-Грегор) з Ланріка, 1-й баронет Ланріка з 1795 року
- Сер Еван Джон Мак-Грегор (1785—1841), 2-й баронет Ланріка, засновник спілки клану (1822)
- Сер Джон Атол Баннатайн Мак-Грегор (1810—1851), 3-й баронет Ланріка
- Сер Малкольм Мюррей Мак-Грегор (1834—1879), 4-й баронет Ланріка
- Сер Малкольм Мак-Грегор (1873 — ?), 5-й баронет Ланріка
- Сер Грегор Мак-Грегор (1925—2003), бригадир, 6-й баронет Ланріка
- Сер Малкольм Мак-Грегор, майор, 7-й баронет Ланріка [1]

## Найвидатніші члени клану
- Роб Рой (Роб Мак-Грегор) (1671—1734) — національний герой Шотландії, якого часто називають шотландським Робіном Гудом
- Юен Мак-Грегор (н. 1971) — шотландський кіноактор («На голці», «Мулен Руж!», «Зоряні війни», «Хижі Пташки (та фантастична Харлі Квін)»).
- Конор Мак-Грегор (н. 1988) — ірландський боєць змішаних єдиноборств, колишній чемпіон UFC.